# Đầm Thủy Triều
Đầm Thủy Triều là một đầm nước thông ra vịnh Cam Ranh tại tỉnh Khánh Hòa, Việt Nam.
Đầm này chạy dài từ chân núi Cù Hin đến Mỹ Ca, dài khoảng 16 km và có bề ngang hẹp. Diện tích mặt nước của đầm khoảng 2.000 ha và độ sâu trung bình rất nông, chỉ khoảng 1–3 m.